# Flun
Le hameau de Flun fait partie du village belge de Weillen en province de Namur et se situe sur la route qui relie le village à Falaën.

## Histoire
L'histoire connue du hameau débute avec la pierre du diable. Il s'agit d'un bloc tabulaire adossé à une écluse d'étang au milieu du Flavion. Plusieurs légendes entourent son passé.
L'une de ces légendes parle du passage du cheval Bayard. Une autre parle de la pierre comme étant un siège sur lequel le diable se serait reposé.
Durant le Moyen Âge, une ferme fortifiée y est bâtie ainsi qu'une écluse sur le Flavion. Une partie de cette ferme existe toujours aujourd'hui et est répertoriée[réf. souhaitée] comme l'une des plus vieilles maisons en Région wallonne.